# Омайниче
Омайниче (Geum) е род от около 50 вида многогодишни тревисти растения от семейство Розови. Разпространени са в Европа, Азия, Южна и Северна Америка, Африка и Нова Зеландия.
Близкородствени родове са Очиболец и Ягода. Оформят розетка от листа близо до почвата, от които до средата на лятото израстват тънки стъбла с цветове в различни нюанси на бяло, жълто, оранжево, червено. Видовете в този род са вечнозелени, освен на места, където зимните температури падат под -18°C.
Видовете в род Омайниче служат за храна на ларвите на някои видове пеперуди.

## Избрани видове
- Geum albiflorum
- Geum aleppicum
- Българско омайниче (Geum bulgaricum)
- Градско омайниче (Geum urbanum)
- Планинско омайниче (Geum montanum)
- Пълзящо омайниче (Geum reptans)
- Родопско омайниче (Geum rhodopaeum)

- Ручейно омайниче (Geum rivale)
- Червено омайниче (Geum coccineum)

## Други
На омайничето е наречена улица в квартал „Хиподрума“ в София (Карта).